# Már Guðmundsson
Már Guðmundsson (nacido en 1954) es un economista islandés. El 20 de agosto de 2009 asumió el cargo de gobernador del Banco Central de Islandia (Seðlabanki Íslands).
Es licenciado en Economía por la Universidad de Essex y estudió Economía y Matemáticas en la Universidad de Gotemburgo. Además, tiene una maestría en Economía de la Universidad de Cambridge. 
Trabajó durante más de 20 años en el Banco Central de Islandia, de los que diez fueron como economista jefe. De 2004 a 2009 ha trabajado para el Banco de Pagos Internacionales en Basilea. 